# Hydrolagus trolli
Hydrolagus trolli (Hydrolagus trolli) là một loài cá thuộc họ Chimaeridae. Loài này có ở New Caledonia, New Zealand, và Nam Phi. Môi trường sống tự nhiên của chúng là vùng biển mở. Chúng hiện đang bị đe dọa vì mất môi trường sống.